# Marc Orrell
Pour les articles homonymes, voir Orrell.
Marc "the Kid" Orrell est un guitariste américain né le 7 novembre 1982 à Grafton, Massachusetts, connu pour être l'ancien guitariste du groupe de punk celtique Dropkick Murphys. Orell est désormais guitariste du nouveau groupe de l'ancien leader du groupe Pennywise Jim Lindberg, appelé The Black Pacific.

## Biographie
Il rejoint le groupe en 2000 pour l'enregistrement de l'album Sing Loud, Sing Proud! et le quitte fin 2007 après l'enregistrement de l'album The Meanest of Times. 
Orrell était l'un des principaux compositeurs avec Ken Casey et Al Barr dans Dropkick Murphys. Il joue de l'accordéon sur tous les albums du groupe auxquels il participe, ainsi que du piano et du banjo sur certains morceaux. Marc quitte le groupe pour poursuivre dans un style musical différent. 
Il fut surnommé the Kid (« le gamin ») en raison de son très jeune âge ; il n'avait que 17 ans lorsqu'il rejoignit le groupe.

## Discographie
| Année | Artiste/Groupe   | Album                 | Contribution        |
| ----- | ---------------- | --------------------- | ------------------- |
| 2001  | Dropkick Murphys | Sing Loud, Sing Proud | Guitare / accordéon |
| 2003  | Dropkick Murphys | Blackout              | Guitare / accordéon |
| 2005  | Dropkick Murphys | The Warrior's Code    | Guitare / accordéon |
| 2007  | Dropkick Murphys | The Meanest Of Times  | Guitare / accordéon |